# Nybyggarland
Nybyggarland är ett album från 1973 där Berndt Egerbladh spelar norrländsk musik. Han har även producerat och samt arrangerat samtliga låtar. Albumet släpptes av Sonet som SLP-2543. Musiken användes i TV-serien Nybyggarland (1972).

## Låtlista

### Sida A
1. Blå vägen (Folkvisa från Västerbotten)
2. Nigande vals (Trad. från Storuman)
3. Vaggvisa från Västerbotten
4. Nybyggarland (Trad. från Vilhelmina)

### Sida B
1. Ja, kom då! (Trad. från Härjedalen)
2. Men liljorna de växa upp om våren (Trad. från Västerbotten)
3. Härjedalspolska
4. Hjortronmyren (Jojk från Tärna)
5. Glädjens blomster (Norrländsk folkmelodi)

## Medverkande
- Ulf Andersson, flöjt, sopransax
- Bertil Strandberg, trombon
- Berndt Egerbladh, piano, el-piano,orgel, percussion
- Sture Nordin, bas
- Sten Öberg, trummor (A2-3; B1-5)
- Björn Ågeryd, trummor (A1; A4)
- Ahmadu Jarr, congas

## Källhänvisningar
1. ↑  "Berndt Egerbladh – Nybyggarland". Discogs.com. Läst 31 januari 2015.